# 瀬戸雄三
瀬戸 雄三 (せと ゆうぞう、1930年2月25日 - 2013年5月13日) は日本の実業家。アサヒビール株式会社の社長時代にアサヒビールを業界ナンバーワンに導いた。2009年11月現在、旭化成社外取締役。慶應義塾評議員・理事。

## 来歴
1. 山手小学校（芦屋から電車通学）
2. 神戸三中（兵庫県立第三神戸中学校、現 兵庫県立長田高等学校）
3. 慶應義塾大学法学部卒業[1] (法律学科)
4. 1953年、アサヒビール株式会社に入社[1]

### 学生時代まで
1930年、兵庫県神戸市で生まれる。父親は貿易商。父親からは「金持ちのときは貧乏な顔を、貧乏なときは金持ちの顔をしろ」と教えられ、母親からは「人に迷惑をかけてはいけない」「人の悪口を言ってはいけない」「自分の自慢話をしてはいけない」と事あるごとに聞かされて育った。昭和13年(1938年)7月5日、豪雨を心配してその日のみ電車通学に付き添ってきた母親が二駅目の住吉駅で「雄三、危ないから家へ帰ろう」と強い力で右腕を引っ張って逆方向の電車に引き込んだ。家に帰り着いて5分後に芦屋川が決壊し、阪神大洪水となった。このときの母親の判断振りが、自身が企業経営において瞬時に意思決定する原点となったと述懐している。子供のころは隣家だった牛尾治朗らと近くにあった舞子海岸などで遊ぶ。兵庫県立第三神戸中学校 (旧制中学校、神戸三中) 時代には勤労動員に従事し、高射砲の照準器を製作するが、神戸三中に在学中に終戦を迎える。その後、1953年に2人の兄（両名とも在学中に結核で死去）と同じ慶應義塾大学法学部を卒業。

### 入社
1953年、アサヒビールに入社。営業畑、神戸支店長を経て1981年に取締役就任。1982年から大阪支店長に。1986年8月に常務に昇格し、営業本部長となる。
1990年6月、副社長に就任。同年9月からは営業本部長を解任され、人事・総務・財務などを担当することとなる。

### 社長として
1992年9月1日付でアサヒビールの7代目社長に就任。21年ぶりのアサヒビール生え抜きの代表取締役社長となった。
1993年3月、ビールの鮮度を追求する「フレッシュマネジメント」を経営の最重要課題とすることを社長方針として社内に伝達。樋口廣太郎前社長のフレッシュローテーション活動をさらに徹底させる形で「フレッシュマネジメント活動」を全社的に実施。フレッシュマネジメント委員会を発足し、委員長に就任した。また、フレッシュマネジメント活動を支える情報インフラの整備にも力をいれた。

### 栄典
- 韓国政府より修交勲章光化章を受章[13]。
- 2013年5月13日 正四位旭日重光章

### 死去
2013年5月13日、心不全のため死去。83歳没。

## 論文
- CiNii収録論文 国立情報学研究所